# Китадзима, Хисанори
Хисанори Китадзима (яп. 北島寿典; род. 16 октября 1984, Кока, Сига) — японский легкоатлет, специалист по бегу на длинные дистанции и марафону. Выступал за сборную Японии по лёгкой атлетике на летних Олимпийских играх в Рио-де-Жанейро. Победитель Сиднейского марафона.

## Биография
Хисанори Китадзима родился 16 октября 1984 года в небольшом городке Минакути (ныне часть города Кока) префектуры Сига, Япония. В раннем детстве вместе с семьёй переехал на постоянное жительство в Маэбаси, префектура Гумма, учился в местных младшей и средней школах.
Изначально состоял в секции плавания, но затем перешёл в лёгкую атлетику и стал бегать на длинные дистанции. Поступив в Университет Тоё, присоединился к местной студенческой команде, которую неоднократно представлял в гонках экидэн. Позже выступал за японскую частную компанию Yaskawa Electric Corporation.
Одну из наиболее значимых побед в своей спортивной карьере одержал в сезоне 2015 года, когда финишировал первым на Сиднейском марафоне, показав время 2:12:44. Также в этом сезоне выиграл домашний марафон в городе Нобеока.
В марте 2016 года показал второй результат на Марафоне озера Бива, уступив на финише только кенийцу Лукасу Ротичу, при этом установил свой личный рекорд в данной дисциплине — 2:09:16. Выполнив олимпийский квалификационный норматив 2:19:00, вошёл в основной состав японской национальной сборной и удостоился права защищать честь страны на летних Олимпийских играх в Рио-де-Жанейро — в программе мужского марафона показал нехарактерное для себя время 2:25:11 (из-за полученной ранее травмы ахиллова сухожилия), расположившись в итоговом протоколе соревнований на лишь 94 позиции.